# Жагре
Жагре (сербохорв. Жагре / Žagre) — село в общине Вишеград Республики Сербской Боснии и Герцеговины. В настоящее время село необитаемо.

## География
Стоит на берегу реки Рзав, правом притоке Дрины.